# Верщиця
Верщиця (або Верхрічиця, пол. Wierszczyca) — село в Польщі, у гміні Ярчів Томашівського повіту Люблінського воєводства. Населення — 388 осіб (2011).

## Історія
1578 року вперше згадується православна церква в селі.
За даними етнографічної експедиції 1869—1870 років під керівництвом Павла Чубинського, у селі переважно проживали римо-католики, але населення здебільшого розмовляло українською мовою.
У міжвоєнні 1918—1938 роки польська влада в рамках великої акції руйнування українських храмів на Холмщині і Підляшші знищила місцеву православну церкву.
16-30 червня 1947 року під час операції «Вісла» польська армія виселила зі села на приєднані до Польщі північно-західні терени 4 українців. У селі залишилося 356 поляків.
У 1975—1998 роках село належало до Замойського воєводства.

## Населення
Демографічна структура станом на 31 березня 2011 року:
|          | Загалом | Допрацездатний вік | Працездатний вік | Постпрацездатний вік |
| -------- | ------- | ------------------ | ---------------- | -------------------- |
| Чоловіки | 196     | 36                 | 132              | 28                   |
| Жінки    | 192     | 35                 | 102              | 55                   |
| Разом    | 388     | 71                 | 234              | 83                   |